# Terratrèmol de Fukushima de 2021
El terratrèmol de Fukushima de 2021 va ser un sisme de magnitud 7.1 que va afectar la costa est de Tōhoku, Japó, a una profunditat de 35 km. Va tenir lloc a les 23.07 JST hora local (14.07 UTC) del dissabte 13 de febrer. Quan va tenir lloc, s'acostava el desè aniversari del terratrèmol de magnitud 9.1, molt més destructiu, de 2011, en el mateix lloc. Va tenir una intensitat JMA de Shindo 6+. Va ser seguit per múltiples rèpliques en menys d'una hora, sent la més forta una de magnitud 5.3.

## Entorn tectònic
El terratrèmol va tenir lloc com a resultat d'una falla d'empenta a prop del límit de la placa d'interfície de la zona de subducció entre les plaques del Pacífic i Nord-americana cap al sud, o una falla d'immersió moderada que colpeja cap al nord-nord-est, consistent amb la compressió orientada est-oest esperada en aquesta regió. En la ubicació d'aquest terratrèmol, la placa del Pacífic es mou aproximadament cap a l'oest en relació amb la placa nord-americana a una velocitat de 70 mm/any, subduint sota del Japó a la fossa del Japó.

## Terratrèmol
El terratrèmol va tenir lloc com a resultat d'una falla inversa dins la placa del Pacífic en subducció, i no en la interfície de subducció en si, per la qual cosa podria considerar-se un terratrèmol intraplaca. Les solucions de tensor de moment indiquen que el lliscament es va produir en una falla d'immersió moderada amb direcció cap al sud, o una falla d'immersió moderada que va cap al nord-nord-est, consistent amb la compressió orientada est-oest esperada en aquesta regió. Mentrestant, el Comitè d'Investigació de Terratrèmols de govern japonès va dir que el terratrèmol es va trencar al llarg d'una falla impactant de nord a sud de 45 km de llarg que s'inclina cap a l'est. Segons el Servei Geològic dels Estats Units, el terratrèmol es va produir a una profunditat de 49,9 km, mentre que la Agència Meteorològica del Japó ha situat la seva profunditat en 55 km, una revisió dels 60 km inicials.